# Strzelanina w Aztec High School
Strzelanina w Aztec High School – strzelanina, do której doszło 7 grudnia 2017 w szkole średniej w miejscowości Aztec w stanie Nowy Meksyk w Stanach Zjednoczonych. Sprawcą zamachu był 21-letni były uczeń tej szkoły. W strzelaninie zginęło dwóch uczniów oraz zamachowiec, który popełnił samobójstwo.

## Przebieg
Napastnik wszedł do szkoły przebrany za ucznia (miał na sobie m.in. plecak i legitymację uczniowską) ok. godz. 8:00 rano. Chwilę później zaczął strzelać do uczniów na jednym ze szkolnych korytarzy. Napastnik zabił dwoje uczniów – chłopaka i jego dziewczynę. Następnie chciał wejść do jednej z klas, której drzwi zostały zastawione przez 74-letnią nauczycielkę znajdującą się w tej klasie kanapą. Napastnik nie mogąc ich otworzyć, zaczął bezskutecznie strzelać w drzwi i ściany znajdującego się obok biura, połączonego z klasą, w którym również ukryli się uczniowie. Sprawca chwilę później popełnił samobójstwo, strzelając sobie w podniebienie.

## Ofiary
W strzelaninie zginęło dwóch uczniów szkoły. Oboje mieli 17 lat. Francisco Fernandez grał w szkolnej drużynie futbolowej, a jego dziewczyna Casey Jordan Marquez była cheerleaderką.

## Sprawca
Sprawcą strzelaniny był 21-letni William Edward Atchison (ur. 18 marca 1996), który był dawnym uczniem szkoły Aztec High School, w której dokonał strzelaniny. Jako nastolatek porzucił naukę w szkole średniej i rozpoczął pracę na stacji benzynowej. Podczas ataku był uzbrojony w pistolet Glock. Atchison nigdy nie był karany, jednak miał styczność z policją w marcu 2016 roku, kiedy na forum internetowym zapytał się Gdzie można kupić tanie karabiny szturmowe do popełnienia masowej strzelaniny?, nie postawiono mu jednak zarzutów. Sprawca był członkiem administracji kontrowersyjnej internetowej strony humorystycznej Encyclopedia Dramatica. W grach komputerowych i na forach miał używać pseudonimów będących imionami i nazwiskami amerykańskich masowych morderców takich jak Adam Lanza czy Elliot Rodger, w internecie żartował także o sprawcach masowych strzelanin oraz wyrażał swoje skrajnie prawicowe poglądy. Przez platformę Steam miał ponadto kontakt ze sprawcą masakry w Monachium z 2016 roku Davidem Alim Sonbolym.